# Cass City (Míchigan)
Cass City es una villa ubicada en el condado de Tuscola, Míchigan, Estados Unidos. Según el censo de 2020, tiene una población de 2494 habitantes.

## Geografía
La localidad está ubicada en las coordenadas 43°36′1″N 83°10′35″O / 43.60028, -83.17639. Según la Oficina del Censo de los Estados Unidos, Cass City tiene una superficie total de 4.58 km², de la cual 4.57 km² corresponden a tierra firme y 0.01 km² es agua.

## Demografía
Según el censo de 2020, hay 2494 personas residiendo en Cass City. La densidad de población es de 545,73 hab./km². El 96.4% son blancos, el 0.5% son afroamericanos, el 0.08% son amerindios, el 0.4% son asiáticos, el 0.04% es isleño del Pacífico, el 0.6% son de otras razas y el 3.6% son de dos o más razas. Del total de la población, el 3.6% son hispanos o latinos de cualquier raza.